# Épisodes spéciaux de Miraculous : Les Aventures de Ladybug et Chat Noir
 (octobre 2016).
Cet article présente la liste des Mini-Épisodes de la série télévisée d'animation  Miraculous : Les Aventures de Ladybug et Chat Noir.

## Diffusion
| Saison | Saison              | Épisodes | France          | France          |
| Saison | Saison              | Épisodes | Début de saison | Fin de saison   |
| ------ | ------------------- | -------- | --------------- | --------------- |
|        | Les Secrets         | 36       | 2 octobre 2015  | NC              |
|        | Une journée à Paris | 5        | 30 janvier 2017 | 3 février 2017  |
|        | Chibi               | 10       | 31 août 2018    | 17 juillet 2024 |
|        | Miraculous World    | 8        | 18 octobre 2020 | NC              |
|        | Film                | 1        | 5 juillet 2023  |                 |

## Épisodes
| Numéro d'épisode | Titre français              | France           |
| Les Secrets      | Les Secrets                 | Les Secrets      |
| ---------------- | --------------------------- | ---------------- |
| 1                | Chat Noir vu par Marinette  | 2 octobre 2015   |
| 2                | Marinette et Adrien         | 7 octobre 2015   |
| 3                | La Double Vie de Marinette  | 9 octobre 2015   |
| 4                | Ma Fête d'anniversaire      | 10 octobre 2015  |
| 5                | Marinette et Alya           | 16 octobre 2015  |
| 6                | Marinette et Paris          | 12 novembre 2015 |
| 7                | Marinette et la Mode        | 19 novembre 2015 |
| 8                | Ladyblog                    | 26 novembre 2015 |
| 9                | La Double Vie d'Adrien      | 18 décembre 2015 |
| 10               | Ladybug vu par Adrien       | 24 décembre 2015 |
| 11               | Tikki                       | 2 mai 2018       |
| 12               | Maitre Fu                   | 2 mai 2018       |
| 13               | Plagg                       | 18 mai 2018      |
| 14               | Les Copines                 | 18 mai 2018      |
| 15               | Max                         | 28 mai 2018      |
| 16               | Nino                        | 4 juin 2018      |
| 17               | Mylène                      | 18 janvier 2019  |
| 18               | Alix                        | 25 janvier 2019  |
| 19               | Sabrina                     | 1er février 2019 |
| 20               | Rose                        | 8 février 2019   |
| 21               | Nathaniel et Marc           | 8 mars 2019      |
| 22               | Gabriel                     | 7 mars 2019      |
| 23               | Ivan                        | 8 mars 2019      |
| 24               | Chloé vue par Marinette     | 8 mars 2019      |
| 25               | Marinette vue par Chloé     | 8 mars 2019      |
| 26               | Lila                        | 8 avril 2019     |
| 27               | Papillon et les akumatisés  | 12 décembre 2019 |
| 28               | La Famille                  | 12 décembre 2019 |
| 29               | Kagami vue par Marinette    | 12 décembre 2019 |
| 30               | Kagami vue par Adrien       | 12 décembre 2019 |
| 31               | Luka vu par Marinette       | 24 décembre 2019 |
| 32               | Nouveaux pouvoirs           | 24 décembre 2019 |
| 33               | Nouveaux héros              | 24 décembre 2019 |
| 34               | Nathalie vue par Gabriel    | 26 décembre 2019 |
| 35               | Mayura et les sentimonstres | 26 décembre 2019 |
| 36               | Les sentiments              | 13 janvier 2020  |

| Une journée à Paris | Une journée à Paris | Une journée à Paris |
| ------------------- | ------------------- | ------------------- |
| 1                   | Répétition          | 30 janvier 2017     |
| 2                   | Inspiration         | 3 février 2017      |
| 3                   | Grosse Journée      | 3 février 2017      |
| 4                   | L'Exposé            | 3 février 2017      |
| 5                   | Le Carnet           | 3 février 2017      |

| Chibi | Chibi | Chibi                | Chibi            |
| ----- | ----- | -------------------- | ---------------- |
| S1    | 1     | Un diner de haut vol | 31 août 2018     |
| S1    | 2     | Parfum corsé         | 31 août 2018     |
| S1    | 3     | Chat perché          | 31 août 2018     |
| S1    | 4     | Cher inconnu         | 31 août 2018     |
| S1    | 5     | Chat maillerie       | 7 septembre 2018 |
| S1    | 6     | Fleur fatale         | 7 septembre 2018 |
| S1    | 7     | Ladybouh !           | 26 octobre 2018  |
| S2    | 1     | Panique au Parc      | 18 novembre 2023 |
| S2    | 2     | La Course au Gâteau  | 18 novembre 2023 |
| S2    | 3     | Good Sports          | 17 juillet 2024  |

| Miraculous World | Miraculous World                                                                            | Miraculous World                                       |
| ---------------- | ------------------------------------------------------------------------------------------- | ------------------------------------------------------ |
| 1                | New York, les héros unis (New York – United Heroez)                                         | 26 septembre 2020                                      |
| 2                | Shanghai, la légende de Lady Dragon (Shanghai – The Legend of LadyDragon)                   | 4 avril 2021                                           |
| 3                | Paris, les Aventures de Toxinelle et Griffe Noire (Paris – Tales of Shadybug and Claw Noir) | 21 octobre 2023 (Disney Channel) 29 octobre 2023 (TF1) |
| 4                | Londres, la course contre le temps (London – At the Edge of Time)                           | 5 octobre 2024 (Disney Channel) 26 octobre 2024 (TF1)  |
| 5                | Tokyo (Tokyo – Stellar Force)                                                               | Fin d'année 2025                                       |
|                  | Rio (Rio de Janeiro)                                                                        | TBA                                                    |
|                  | Afrique (Africa)                                                                            | TBA                                                    |
|                  | Mission d'une nuit (One Night Mission)                                                      | TBA                                                    |

| Film | Film                | Film           |
| ---- | ------------------- | -------------- |
| 1    | Miraculous, le film | 5 juillet 2023 |
| 2    |                     |                |

Le film 2 est en cours de production.